# Finsteraarhorn
Das Finsteraarhorn ist mit 4274 m ü. M. der höchste Gipfel der Berner Alpen, des Kantons Bern und der Schweiz östlich von Lötschberg und Simplon. Zudem ist es der höchste Punkt im Einzugsgebiet des Rheins. Es liegt auf der Grenze der Kantone Bern und Wallis, im Zentrum der Berner Alpen. Das Finsteraarhorn ist im Vergleich zu Eiger, Mönch und Jungfrau aus Tallagen nicht zu sehen und relativ schwer erreichbar, da es von Gletschern und hohen Bergen umgeben ist. Von höhergelegenen Aussichtspunkten wie dem Grimselpass oder dem Nufenenpass ist es aber aufgrund seiner Höhe und markanten Form ausgesprochen prominent sichtbar.
Das Finsteraarhorn hat eine zugeschärfte, haifischflossenartige Form und erscheint in Streichrichtung der Grate von NW oder SO als steiles Horn. Quer dazu erscheint es als breit hingelagertes Dreieck.
Geologisch gehört es zum Aarmassiv und besteht aus Amphibolit. Geomorphologisch ist seine Berggestalt als Karling charakterisiert.
Der Normalanstieg erfolgt – ausgehend vom Grimselpass – von der Finsteraarhornhütte über die SW-Seite bis zum ersten Absatz des NW-Grats (sog. Hugisattel auf 4088 m), und von dort über den Grat (zunächst in den Felsen oder im Schnee der SW-Flanke) zum Gipfel (WS I–II).
Der markante Gipfel wurde am 16. August 1812 von Arnold Abbühl, Joseph Bortis und Alois Volken zum ersten Mal bestiegen, den Gipfel erreichten sie vermutlich über den heute zum grossen Teil abgeschmolzenen Hängegletscher in der Ostflanke des Südostgrats. Allerdings ist nicht klar, ob die drei tatsächlich den Hauptgipfel erreichten. Erwiesen ist hingegen die Bezwingung des Gipfels am 10. August 1829 durch Jakob Leuthold und Johann Währen über den heutigen Normalweg. Diese waren die Bergführer des Gletscherforschers Franz Joseph Hugi, der selbst wegen einer Fussverletzung in einer Einsattelung, die heute seinen Namen trägt, zurückbleiben musste.

## Routen
Südwestflanke und Nordwestgrat 
- Schwierigkeit: ZS−
- Zeitaufwand: 4–5 Stunden
- Ausgangspunkt: Finsteraarhornhütte (3048 m)
- Talort: Grindelwald (1034 m)

Nordwestgrat (Agassizgrat) 
- Schwierigkeit: ZS
- Zeitaufwand: 3–4 Stunden vom Agassizjoch
- Ausgangspunkt: Finsteraarhornhütte (3048 m)
- Talort: Grindelwald (1034 m)

Südostgrat 
- Schwierigkeit: S, mit III. UIAA-Grad Felskletterei
- Zeitaufwand: 14–15 Stunden
- Ausgangspunkt: Oberaarjochhütte (3256 m)
- Talort: Grimselpass (1980 m)

Südliche Ostwandrippe 
- Schwierigkeit: SS, mit IV. UIAA-Grad Felskletterei
- Zeitaufwand: 8–10 Stunden vom Obere Studerjoch
- Ausgangspunkt: Oberaarjochhütte (3256 m)
- Talort: Grimselpass (1980 m)